# John Reynolds Gardiner
John Reynolds Gardiner (* 6. Dezember 1944 in Los Angeles, Kalifornien; † 4. März 2006 in Anaheim, Kalifornien) war ein US-amerikanischer Schriftsteller.

## Leben und Werk

John R. Gardiner und seine Frau A. Gardiner

Gardiner studierte Ingenieurwesen an der University of California in Los Angeles. Das Studium schloss er mit dem Mastergrad ab. Nach seinem Studium arbeitete Gardiner hauptberuflich als Ingenieur im Werkvertrag für die Luftfahrtindustrie, wo er sich auf Thermodynamik spezialisierte. Nebenberuflich arbeitete er als Schriftsteller und Bearbeiter von Kindergeschichten für das Fernsehen. Er lebte u. a. in Westdeutschland und Mittelamerika.
Auf der Basis einer Legende aus Idaho schrieb er sein erstes Buch „Steinadler“ (Stonefox), das in drei Sprachen übersetzt wurde und 1987 für das amerikanische Fernsehen unter dem Titel Stonefox verfilmt wurde. Danach lebte Gardiner mit seiner Frau in Kalifornien, wo er weiter nebenberuflich für das Fernsehen arbeitete und Bücher schrieb. Gardiner schrieb während seiner gesamten Karriere als Schriftsteller drei Kinderbücher. Am 4. März 2006 starb Gardiner in einem Krankenhaus in Anaheim an den Komplikationen einer Pankreatitis.

## Werke

### Kinderbücher
- Steinadler, ISBN 3-473-52026-8, Steinadler (auch in der SZ Junge Bibliothek Band 19, ISBN 3-86615-120-9; im Original Stone Fox, ISBN 0-06-440132-4, englischsprachig (1980))
- Top Secret, ISBN 0-316-30363-1 (englischsprachig, (1985))
- General Butterfingers, ISBN 0-14-036355-6 (englischsprachig, (1986))

### Selbsthilfebuch
- How to Live a Life That’s Not Boring, ISBN 0-9753162-0-6 (englischsprachig)

### Audio-CD
- Stone Fox & Top Secret, CD, ISBN 0-06-089786-4 (englischsprachig)
- Steinadler, Hörbuch-CD, gelesen von Stefan Merki, ISBN 3-86615-440-2